# Alice Correa
Alice de Oliveira Côrrea (Duque de Caxias, 2 de março de 1996) é uma atleta paralímpica brasileira. 
Conquistou a medalha de prata nos Jogos Paralímpicos de Verão de 2016 no Rio de Janeiro, representando seu país na categoria revezamento 4x100m T11-T13.

## Biografia
A mãe de Alice, Marta de Oliveira, obteve Rubéola durante a gravidez. Apesar de os médicos recomendarem a realização do um aborto, levou a gravidez até o fim. Devido a condição da mãe, Alice nasceu sem enxergar nada, com glaucoma e catarata. Ao longo de sua vida realizou 12 cirurgias para recuperar parcialmente a visão. 

## Carreira

### Londres 2008
Em 2008, com apenas 16 anos participou de sua primeira Paralimpíada em Londres, onde conquistou o sexto lugar.

### Rio 2016
Em 2016, competindo em sua cidade natal, fez parte da equipe brasileira no revezamento 4x100m T11-T13 conquistando a medalha de Prata.